# S/2004 S 31
S/2004 S 31 は、土星の衛星のひとつである。
2019年10月8日に、スコット・S・シェパード、デビッド・C・ジューイット、ジャン・クレイナによる観測チームにより小惑星センターのサーキュラーで発見が報告され、S/2004 S 31 という仮符号が与えられた。観測にはすばる望遠鏡が用いられ、2004年12月12日から2007年3月22日にかけての観測で得られたデータ中から発見された。発見報告が2019年であるにもかかわらず、仮符号が 2004 となっているのはそのためである。なお一連の観測では、合わせて20個の土星の新衛星が発見されている。
推定直径が 4 km の小さな衛星である。軌道傾斜角 49° の順行軌道を持ち、イヌイット群に属する。群に属する他の小さい衛星と同様、この衛星はかつての大きな母天体が衝突によって破壊された際の破片である可能性がある。
S/2004 S 31 を含む20個の新衛星の発見報告と同時に、これらの衛星の固有名を一般公募することが発表された。この衛星はイヌイット群に属するため、イヌイット神話に登場する巨人にちなんだ名称が与えられることになる。公募は2019年10月7日から12月6日にかけて行われ、その後選考を経て名称が発表される予定である。なお同様の衛星名の一般公募は、シェパードらが2018年に発見した木星の衛星に対しても行われている。